# امامزاده نور

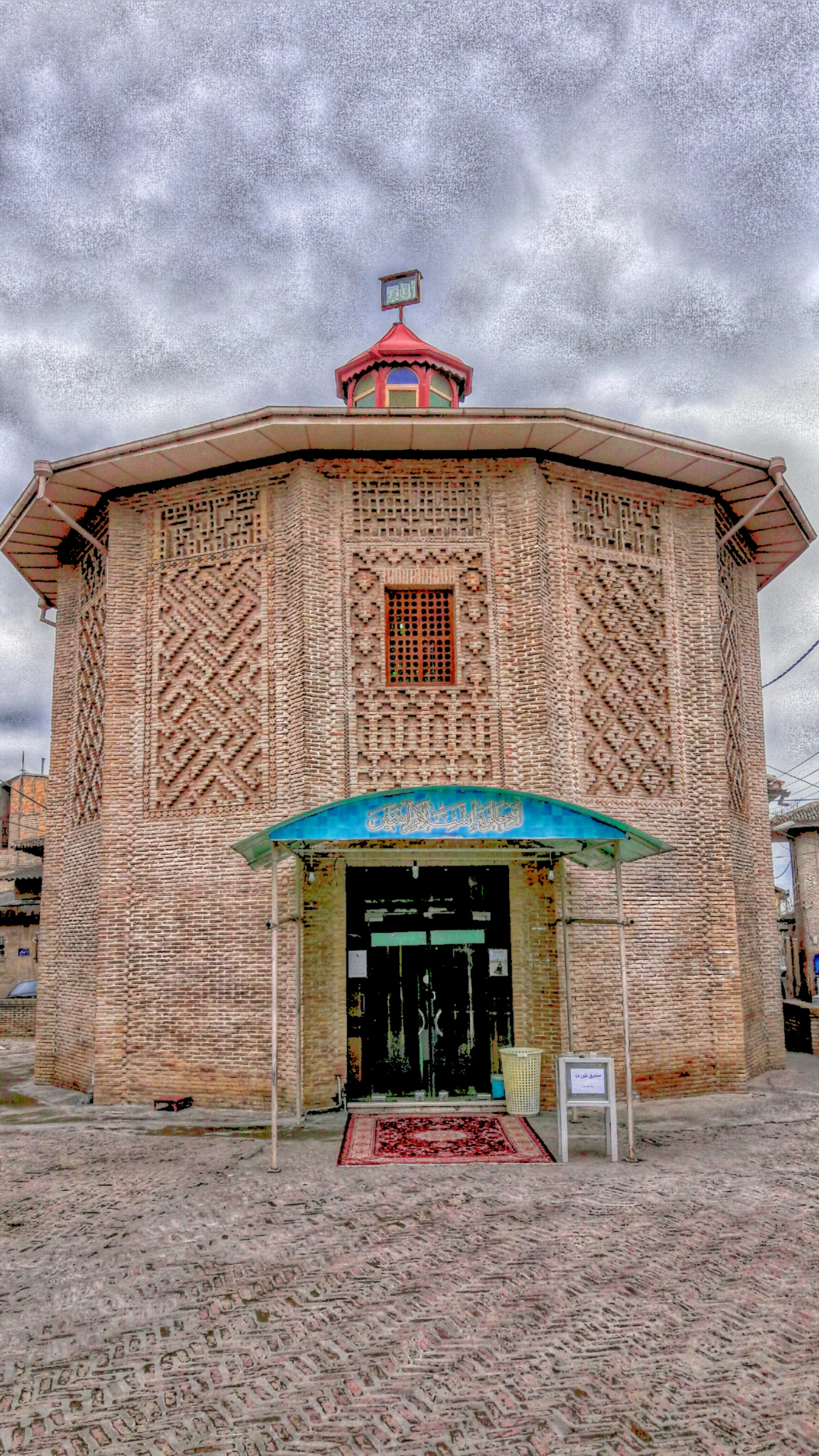
امامزاده نور گرگان

امامزاده نور مربوط به سدهٔ ۹ ه.ق است و در شهرستان گرگان، بخش مرکزی، محله سرچشمه گرگان واقع شده و این اثر در تاریخ ۲۰ خرداد ۱۳۲۱ با شمارهٔ ثبت ۳۴۶ به‌عنوان یکی از آثار ملی ایران به ثبت رسیده‌است.

## نگارخانه

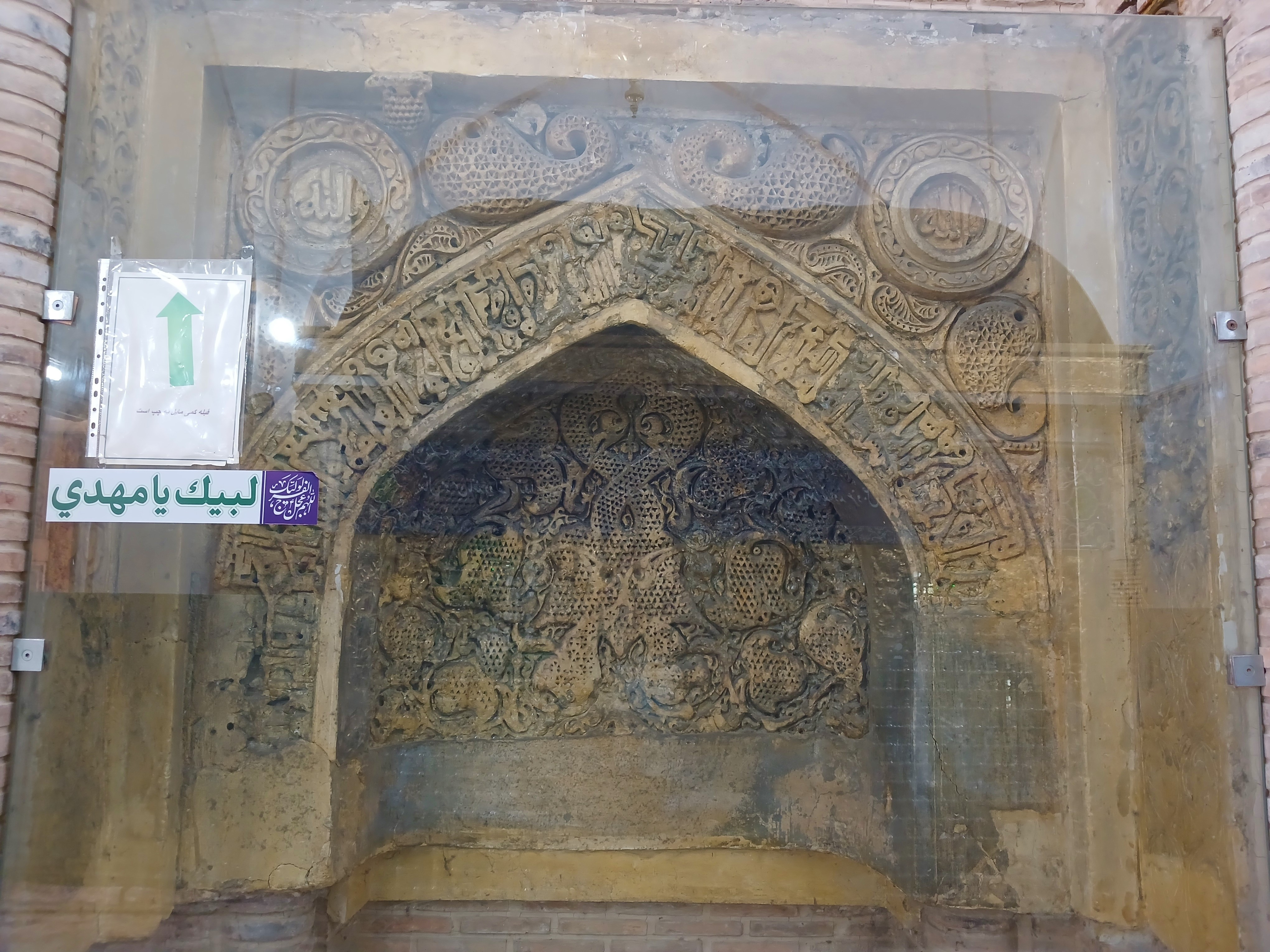
محراب زیبای امامزاده که نقوش اسلیمی به زیبایی در آن بکار رفته است